# Aerva pseudotomentosa
Aerva pseudotomentosa là loài thực vật có hoa thuộc họ Dền. Loài này được Blatt. & Hallb. mô tả khoa học đầu tiên năm 1919.